# Proteus anguinus

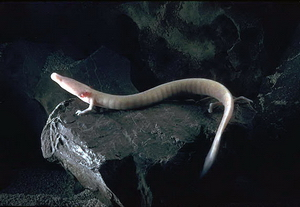
’’Proteus anguinus’’

O proteus (Proteus anguinus) é um anfíbio cego endémico às águas subterrâneas das cavernas dos carstes dináricos do sul da Europa. O seu habitat inclui as águas que fluem debaixo do solo através da extensa região calcária que inclui as águas da bacia do rio Soča, perto de Trieste, Itália, através do sul da Eslovénia, sudoeste da Croácia, e a Herzegovina. O proteus é a única espécie no seu género, Proteus, o único representante europeu da família Proteidae, e o único Cordado europeu que habita exclusivamente nas zonas sem luz de cavernas. É por vezes chamado de peixe humano pelos habitantes locais devido à parecença da sua pele com a dos humanos, assim como salamandra das cavernas ou salamandra branca.
A característica mais notável desta espécie a sua adaptação a uma vida em escuridão completa no seu habitat subterrâneo. Os olhos do proteus são subdesenvolvidos, tornando-os cegos, enquanto que os seus outros sentidos, particularmente o olfacto e a audição, são bastante desenvolvidos. Não tem nenhuma pigmentação na sua pele. Ao contrário da maior parte dos anfíbios, o proteus é exclusivamente aquático e come, dorme e reproduz-se debaixo de água, retendo características larvares tais como brânquias externas durante a fase adulta.

## Anatomia

### Aparência externa
O corpo do proteu é esguio como o de uma cobra, 20–30 centímetros (8–12 in) de comprimento, com alguns exemplares que chegam aos 40 cm. O tronco é cilíndrico, com grossura uniforme e é segmentado em intervalos regulares. A cauda é relativamente curta, achatada lateralmente e rodeada por uma barbatana fina. Os membros são pequenos e finos, com um número de dígitos reduzido quando comparado com o de outros anfíbios: as patas anteriores têm três dedos em vez dos normais quatro, e as patas traseiras têm dois dedos em vez de cinco. O seu corpo é coberto por uma fina camada de pele, que contém muito pouco do pigmento riboflavina, o que lhe dá uma cor amarelo-esbranquiçada ou rosada. No abdómen, são visíveis, por transparência, os órgãos internos. A semelhança na cor da pele com a dos humanos é a razão pela qual o proteus é chamado peixe humano em algumas línguas. No entanto, a pele do proteus retém a capacidade de produzir melanina. Quando exposta à luz, fica progressivamente mais escura, e em alguns casos, as larvas também são coloridas. A sua cabeça em forma de pêra termina num focinho curto e achatado dorsoventralmente. A abertura da boca é pequena, com pequenos dentes que formam uma peneira para não deixar passar partículas maiores para dentro da boca. As narinas são tão pequenas que quase são imperceptíveis, mas estão colocadas lateralmente perto da ponta do focinho. Os olhos regredidos são cobertos por uma camada de pele. O proteus respira através de brânquias externas que formam dois tufos ramificado na parte de trás da cabeça. Tem a cor avermelhada porque o sangue oxigenado aparece através da pele não pigmentada. O proteu tem pulmões rudimentares, mas o seu papel na respiração é meramente acessório. Os dois sexos são semelhantes na aparência, com os machos apresentando uma cloaca ligeiramente mais grossa que a das fêmeas.[carece de fontes?]

### Órgãos sensoriais
Animais que habitam em cavernas sofrem pressão para, além de outras adaptações, desenvolver e melhorar sistemas sensoriais não-visuais para conseguirem se orientar e adaptar a ambientes permanentemente escuros. O sistema sensorial do proteus também é adaptado à vida em ambientes aquáticos subterrâneos. Sem poder usar a sua visão para orientação, o proteus compensa com os outros sentidos, que são mais desenvolvidos do que em anfíbios que vivem à superfície. Eles retêm proporções semelhantes às larvas, com o corpo comprido e esguio e uma cabeça larga e achatada, sendo assim capaz de ter muitos receptores sensoriais.[carece de fontes?]

#### Fotorreceptores
Os olhos são pouco desenvolvidos, mas retêm sensibilidade à luz. Ficam situados bem debaixo da derme e são raramente visíveis excepto em alguns jovem adultos. As larvas têm olhos normais, mas o desenvolvimento pára pouco depois e começam a regredir, atrofiando depois de quatro meses. O corpo pineal também possui células fotorreceptoras que, apesar de regredidas, retém pigmentos visuais como o das células fotorreceptoras do olho regredido. A glândula pineal do proteus provavelmente possui algum controlo sobre processos fisiológicos. Experiências sobre comportamento revelaram que a pele em si também é sensível à luz. A fotossensibilidade da pele é devida ao pigmento melanopsina. Uma análise preliminar imunocitoquímica indica que também podem existir pigmentos fotossensíveis na pele do animal.

#### Receptores

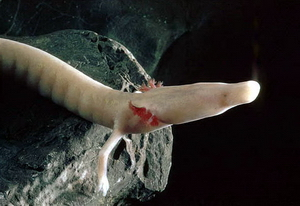
A parte frontal da cabeça do proteus transporta receptores químicos, mecânicos e eléctricos.

O proteus é capaz de sentir concentrações muito baixas de compostos orgânicos na água. São melhores a sentir quer a quantidade quer a qualidade das presas pelo olfacto do que anfíbios aparentados. O epitélio nasal, localizado na superfície interna da cavidade nasal e no órgão de Jacobson, é mais espesso do que em outros anfíbios. As papilas gustativas localizam-se no epitélio mucoso da boca, estando a maior parte no lado superior da língua e na entrada das cavidades branquiais. As da cavidade bucal são usadas para saborear comida, enquanto que as próximas das brânquias provavelmente sentem a composição química da água.[carece de fontes?]

#### Receptores mecânicos e elétricos
O epitélio sensorial do ouvido interno está diferenciado muito especificamente, permitindo que o proteus receba ondas sonoras na água, assim como vibrações do solo. A orientação funcional e morfológica das células sensoriais é complexa, o que permite que o animal registe a fonte dos sons.
Sabe-se pouco sobre a capacidade de audição de proteus, mas ocasionalmente foram observadas reacções a sons indicando que os animais são capazes de ouvir (Bulog, observação pessoal). A audição subaquática tem um importante valor adaptativo para a vida nas cavernas, onde a visão não é possível. A audição permitiria reconhecer alguns sons específicos e eventualmente localizar presas ou outras fontes de sons, isto é, orientação acústica em geral. Experiências etológicas indicam que a melhor sensibilidade auditiva dos proteus é entre 10 Hz e 15 000 Hz. A linha lateral suplementa a sensibilidade do ouvido interno registando movimentos de água próximos com frequência baixa.[carece de fontes?]

## Ecologia e ciclo de vida

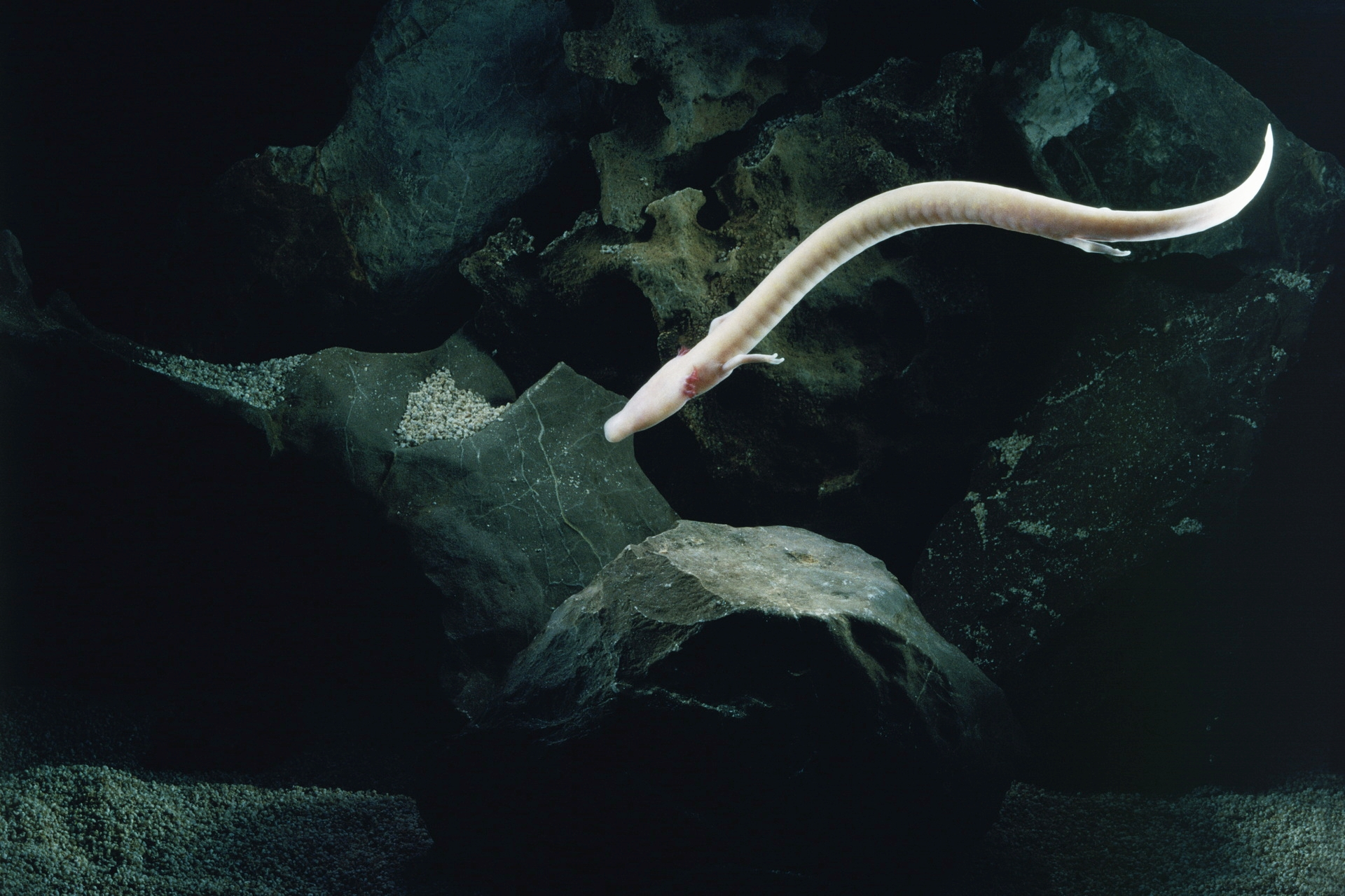
O proteus nada serpenteando o corpo.

O desenvolvimento embrionário do proteus demora 140 dias, a seguir ao qual leva mais 14 anos a alcançar a maturidade sexual. A larva ganha a aparência adulta com quase quatro meses, estando a duração do desenvolvimento fortemente correlacionada com a temperatura da água. Existem observações históricas não confirmadas de viviparidade, mas foi demonstrado que as fêmeas possuem uma glândula que produz a casca do ovo, à semelhança de peixes e anfíbios que põem ovos. Durante muito tempo pensou-se que as fêmeas desta espécie davam à luz juvenis a baixas temperaturas e punham ovos a temperaturas mais elevadas, mas observações rigorosas não confirmaram isso. O proteus parece ser ovíparo.[carece de fontes?]
A fêmea deposita até 70 ovos, cada um com cerca de 12 mm em diâmetro e coloca-os entre rochas, onde permanecem sob a protecção dela. Os girinos têm 2 cm de comprimento quando eclodem e vivem da gema armazenada nas células do trato digestivo durante um mês.
O desenvolvimento do proteus e de outros anfíbios que vivem inteiramente em cavernas é caracterizado por heterocronia – o animal não sofre metamorfose e permanece com características larvares. A forma de heterocronia do proteus é a neotenia – maturidade somática com maturidade sexual precoce, isto é, maturidade reprodutora é atingida enquanto mantém a morfologia externa larvar. Em outros anfíbios, a metamorfose é regulada pela hormona tiroxina, excretada pela glândula tiroide. A tiroide é normalmente desenvolvida e funcional no proteus, por isso a inexistência de metamorfose é devida à falta de resposta de tecidos chave em relação à tiroxina.

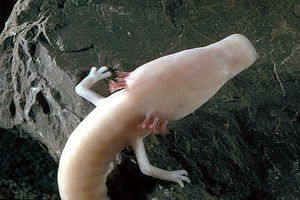
Cabeça desproporcionalmente alongada com guelras.

O proteus nada torcendo o seu corpo em movimentos semelhantes aos da enguia, assistido pelas suas pernas pouco desenvolvidas. É um animal predador, alimentando-se de pequenos caranguejos, caracóis e ocasionalmente insectos. Não mastiga a sua comida, engolindo-a inteira. É resistente a longos períodos de fome, uma adaptação ao seu habitat subterrâneo. Pode consumir grandes quantidades de comida de uma vez, e guardar nutrientes em grandes depósitos de lípidos e glicogénio no fígado. Quando a comida é pouca, reduz a sua actividade e o seu metabolismo, e pode também reabsorver os seus próprios tecidos em casos graves. Experiências controladas mostraram que um proteus pode sobreviver até dez anos sem comida.
São animais sociais e normalmente juntam-se ou debaixo de pedras ou em fissuras. Machos sexualmente activos são uma excepção, estabelecendo e defendendo territórios onde atraem fêmeas. A escassez de comida faz com que lutas sejam energeticamente dispendiosas, por isso encontros entre machos normalmente envolvem exibição. Este comportamento é também uma adaptação à vida subterrânea.
Até agora, a reprodução foi apenas observada em cativeiro. Machos sexualmente maduros têm cloacas inchadas, a cor da mais clara, duas linhas no lado das caudas e barbatanas ligeiramente curvadas. Nas fêmeas nunca foram observadas tais mudanças. O macho começa a sua corte mesmo sem a presença da fêmea. Ele persegue outros machos para fora da área escolhida e pode depois secretar uma feromona que atrai fêmeas. Quando uma fêmea se aproxima, ele começa por circular à volta dela e usar a cauda como um leque em direcção dela. A seguir ele começa a tocar no corpo da fêmea com o seu focinho e a fêmea toca na cloaca dele com o focinho dela. Nesse momento, ele começa a mover-se para a frente um pouco aos solavancos, e a fêmea segue-o. Ele depois deposita o espermatóforo e os animais continuam a avançar até a fêmea alcançar o espermatóforo com a sua cloaca, após o qual ela pára e fica quieta. O espermatóforo cola-se nela e os espermatozóides nadam dentro da cloaca, onde tentam fertilizar os óvulos. O ritual de acasalamento pode repetir-se várias vezes durante algumas horas.
A sua longevidade está estimada em 58 anos. Em 2010, um estudo de uma população monitorizada semanalmente desde 1958 mostrou que os indivíduos com mais de 40 anos não mostravam sinais de senescência. Extrapolações destes dados mostram que a longevidade máxima pode ser superior a cem anos. O proteus tem assim uma longevidade bastante grande, em comparação com o seu tamanho. Em comparação, Andrias japonicus tem uma longevidade também grande, mas pesa cerca de 35 kg.

## História taxonómica
Proteus vindos de sistemas cavernosos diferentes diferem substancialmente em dimensões corporais, cor e alguns caracteres microscópicos. Pesquisas mais antigas usavam estas diferenças para apoiar a divisão em cinco espécies diferentes; entretanto, mais recentemente, herpetologistas perceberam que morfologia externa não é fiável para a sistemática de anfíbios e pode ser extremamente variável, dependendo da nutrição, doenças e outros factores que variam mesmo em indivíduos de uma população. Proteus anguinus é considerada agora como uma espécie única. O comprimento da cabeça é a diferença mais óbvia entre várias populações – indivíduos de Stična, na Eslovénia, têm em média cabeças mais curtas do que aqueles de Tržič, Eslovénia e da península Ístria, por exemplo.[carece de fontes?]

### Proteus-preto

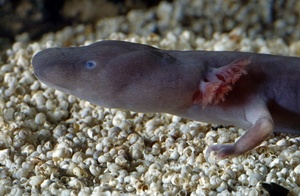
O proteus-preto, uma subspécie, tem uma cabeça mais curta com olhos mais desenvolvidos comparativamente com o tipo comum.

O proteus-preto (Proteus anguinus parkelj Sket & Arntzen, 1994) é a única subespécie reconhecida do proteus (além da subespécie normal), endémica às águas subterrâneas perto de Črnomelj, Eslovénia, uma área menor que 100 km². Foi observada pela primeira vez em 1986 por membros do Instituto Esloveno de Pesquisa do Karst que exploravam as águas da nascente do Karst Dobličice na região de Bela Krajina.
Tem várias características que o separam da subespécie tipo:
| Característica       | Proteus anguinus anguinus             | Proteus anguinus parkelj | Notas |
| -------------------- | ------------------------------------- | --- | --- |
| Pele                 | Não pigmentada.                       | Normalmente pigmentada, castanho escura ou preta. | A diferença mais óbvia. |
| Forma da cabeça      | Comprida, fina.                       | Curta, grossa. Músculos da mandíbula visíveis como dois tubérculos no topo da cabeça.                                                                       | |
| Comprimento do corpo | menor, 29–32 vértebras.               | Mais comprido, 34–35 vértebras. | Anfíbios não têm um número fixo de vértebras. |
| Apêndices            | Mais compridos.                       | Mais curtos. | |
| Cauda                | Maior em proporção ao resto do corpo. | Menor em proporção. | |
| Olhos                | Regredidos.                           | Quase normalmente desenvolvidos, embora ainda pequenos comparados com outros anfíbios. Cobertos por uma pequena camada de pele transparente, sem pálpebras. | Os olhos regredidos do proteus branco mostram principalmente cones sensíveis ao vermelho. O olho do proteus preto tem bastões, e cones sensíveis ao vermelho e cones sensíveis ao azul ou UV. |
| Outros sentidos      | Específico e altamente sensíveis.     | Alguns órgãos sensoriais, particularmente electroreceptores, menos sensíveis.                                                                               | |

Estas características sugerem que o proteus-preto provavelmente colonizou habitats subterrâneos mais recentemente e ainda mantém algumas características não-troglomórficas.[carece de fontes?]

## História da investigação
O proteus é supostamente retratado pela primeira vez como dois pares de cobras com asas, que podem representar guelras, num relevo numa fonte de pedra Veneziana, provavelmente originária do Karst.[carece de fontes?]
A primeira menção escrita do proteus é na obra de Janez Vajkard Valvasor, A Glória do Ducado de Carniola (1689) como um dragão bebé. Isto é uma referência a um folclore em que ele próprio não acreditava. O primeiro investigador a recuperar um proteus vivo foi um médico e investigador de Idrija, Giovanni Antonio Scopoli; ele mandou espécimens mortos e desenhos a colegas e colecionadores.[carece de fontes?]
Foi no entanto Joseph Nicolai Laurenti quem primeiro descreveu resumidamente o proteus em 1768 e lhe deu o nome científico Proteus anguinus. Não é até ao fim do século que Carl Franz Anton Ritter von Schreibers, do Naturhistorisches Museum (Museu de História Natural) de Viena, começou a olhar para a anatomia do animal. Os animais foram-lhe enviados por Žiga Zois. Schreibers apresentou o seus resultados em 1801 à Royal Society de Londres, e mais tarde em Paris. Em breve o proteus começou a atrair reconhecimento mais geral e atraiu atenção significativa, resultando em milhares de animais serem mandados para investigadores e coleccionadores por todo o mundo. A base para a investigação de morfologia funcional na Eslovénia foi montada por Lili Istenič na década de 1980.[carece de fontes?]
O proteus foi usado por Charles Darwin na Origem das espécies como um exemplo de adaptação ao meio:
| “ | Far from feeling surprise that some of the cave-animals should be very anomalous…as is the case with blind Proteus with reference to the reptiles of Europe, I am only surprised that more wrecks of ancient life have not been preserved, owing to the less severe competition to which the scanty inhabitants of these dark abodes will have been exposed. | ” |

Tradução:
| “ | Longe de sentir surpresa que alguns destes animais das cavernas devam ser muito anómalos como é o caso do Proteus cego com referência aos répteis da Europa, só estou surpreso que mais desastres de vida antiga não tenham sido preservados, devendo isto à competição menos severa a que os escanzelados habitantes destas escuras residências foram expostas. | ” |

## Conservação

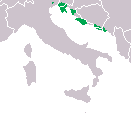
Mapa de distribuição.

O proteus é extremamente vulnerável a mudanças no ambiente devido à sua adaptação às condições específicas nas cavernas. Os recursos de água no karst são extremamente sensíveis a todo tipo de poluição. A contaminação das águas subterrâneas do karst deve-se ao grande número de lixeiras percoladas por água da chuva, assim como por derrames acidentais de vários líquidos. O efeito de poluição como esta nas águas subterrâneas do karst depende do tipo e quantidade dos poluentes e na estrutura da rocha através da qual as águas penetram. Não se percebe completamente o processo de autopurificação nas águas subterrâneas, mas é muito diferente dos que acontecem em águas superficiais. Entre os poluentes químicos mais sérios estão os pesticidas organoclorados, fertilizantes, policloretos de bifenilo (PCBs), que são ou eram usados em muitos processos industriais e na produção de muitos tipos de material; e metais como o mercúrio, chumbo, cádmio e arsénico. Todas estas substâncias persistem no ambiente, degradando lentamente, se de todo, por processos naturais. Além disso, todas são tóxicas para seres vivos se se acumularem em quantidade apreciável. As cavernas eslovenas tornaram-se famosas devido aos animais que elas contêm e que não podem ser encontrados em nenhum outro lugar. Devido à sua raridade, o proteus é também popular entre colecionadores, o que pode ameaçar a espécie se demasiados animais forem retirados do seu habitat.[carece de fontes?]
O proteus está incluído nos apêndices II e IV da directiva Habitats da União Europeia (91/43/EEC).
O apêndice II procura preservar estatutos de conservação favoráveis de espécies de animais e plantas juntamente com os seus habitats, definindo áreas especiais de conservação ou protegendo as espécies. Estas áreas de conservação formam a rede Natura 2000. O Apêndice IV define ainda "espécies de plantas e animais de interesse comunitário com necessidade de protecção estrita." A caça ou captura de um número limitado de proteus é permitida apenas em circunstâncias estritamente controladas, determinadas pelas autoridades locais.[carece de fontes?]
O proteus foi protegido pela primeira vez na Eslovénia em 1922 juntamente com toda a fauna de cavernas, mas a protecção não foi eficaz e começou a haver um mercado negro substancial. Em 1982, a espécie foi colocada numa lista de espécies raras e em perigo de extinção. Esta lista teve também o efeito de proibir o comércio da espécie. Depois de se ter juntado à União Europeia, a Eslovénia teve de estabelecer mecanismos para a protecção da espécie como estabelecido na Directiva Europeia Habitats. O proteus está incluído na lista vermelha de espécies em perigo de extinção da Eslovénia. As cavernas de Postojna e outras habitadas por proteus foram também incluídas na parte eslovena da rede Natura 2000.
Na Croácia, o proteus está protegido por legislação planejada para proteger anfíbios – captura só é possível para propósitos de investigação com autorização da Administração Nacional para a Protecção da Natureza e Ambiente. Os estatutos de conservação na Bósnia e Herzegovina e no Montenegro ainda não foram definidos.[carece de fontes?]
Na lista vermelha do IUCN, o proteus está listado como vulnerável por causa da sua distribuição fragmentada e limitada e populações em contínuo decréscimo.

## Importância cultural
O proteus é o símbolo da biodiversidade eslovena. O entusiasmo de cientistas e do público em geral acerca deste habitante das cavernas eslovenas é ainda forte 300 anos depois da sua descoberta. A caverna de Postojna é um dos locais de nascimentos da espeleobiologia devido ao proteus e outros habitantes das cavernas. A imagem do proteus contribuiu significativamente para a fama da caverna Postojna, que é usada para promoção do eco-turismo em Postojna e outras partes do karst esloveno. Visitas guiadas à caverna de Postojna incluem também uma visita à volta da estação espeleobiológica – o vivário de Proteus, mostrando vários aspectos do ambiente da caverna.
O proteus foi também retratado em uma moeda do Tólar esloveno, e deu o nome à mais antiga revista de ciência popular de Eslovénia, a Proteus, publicada pela primeira vez em 1933.